# Petaserpes bikermani
Petaserpes bikermani är en mångfotingart som först beskrevs av Ottis Robert Causey 1951.  Petaserpes bikermani ingår i släktet Petaserpes och familjen koppardubbelfotingar. Inga underarter finns listade i Catalogue of Life.